# سیارک ۱۳۴۸۸
سیارک ۱۳۴۸۸ (به انگلیسی: 13488 Savanov، نامگذاری:1982TK1) سیزده هزار و چهارصد و هشتاد و هشتمین سیارک کشف شده‌است که در ۱۴ اکتبر ۱۹۸۲ کشف شد.
قدر مطلق سیارک برابر ۱۲٫۱۰ است.